# أنيتا بورغ
أنيتا بورغ (بالإنجليزية: Anita Borg)‏ عالمة كمبيوتر أمريكية (17 يناير، 1949-6 أبريل، 2003). ولدت أنيتا بورغ نافز في شيكاغو إيلينوي. وترعرعت في بلاتين، إلينوي، كانيوه، هاواي، موكيلتو، وواشنطن.

## حياتها المهنية
كانت د. بورغ من الإناث القلائل الذين اهتموا بالحصول على شهادة الدكتوراه في علوم الحاسوب. حصلت عليها من جامعة نيويورك سنة 1981. كان لها أطروحة على نظام تشغيل كفاءة المزامنة.
.بعد حصولها ع الدكتوراه قضت بورغ أربع سنوات في بناء تسامحا لنظام يونكس القائم خطأ.أولا عملت على بناء نظام اوغان كورب في نيو جيرسي ومن ثم في حوسبة نيكس دورف في ألمانيا  .عملت في عدة شركات للكمبيوتر ثم أمضت 12 عاما في مختبر البحوث الغربي للمعدات الرقمية  طورت وأخذت براءة اختراع لابتكارها طريقة للمعالجة الكاملة لتتبع العناوين استخدمت لتحليل وتصميم نظم ذاكرة عالية السرعة.كان لها تجربة في توسيع قائمة بريدية وعملت كرئيسة في مجال الاتصالات بريد إلكتروني. كمهندسة استشارية في مختبر نظم الشبكات في بالو ألتو، كاليفورنيا. كانت مسؤوليتها الرئيسية اتصالات المجتمع افتراضي ومشروع نظام معلومات MECCA.
في عام 1997 غادرت بورغ مؤسسة التجهيزات الرقمية وبدأت العمل كرئيسة قسم التكنولوجيا في بارك  بعد فترة وجيزة من العمل في زيروكس، بدأت مؤتمر تقني للمرأة، دعي احتفال غريس هوبر للمرأة في الحوسبةفي عام 1994.

## معهد انيتا بورغ للمرأة والتكنولوجيا
ABI، واسمه في الأصل معهد المرأة والتكنولوجيا (IWT)، تأسس في عام 1997 من قبل أنيتا بورغ. وقد تم تغيير الاسم في عام 2003 بعد وفاة أنيتا. كانت تدعمه وتموله شركة اكروكس. كانت الأهداف الأساسية للمعهد ثلاث:
- جلب النساء غير التقنيات إلى عملية التصميم.
- تشجيع المزيد من النساء ليصبحن عالمات.
- مساعدة الصناعة، والأوساط الأكاديمية، والحكومة على التسريع في هذه التغيرات.

تلقى المعهد تمويل بـ 150,000 دولار من زيروكس (Xerox) وشركة صن مايكروسيستمز (Sun Microsystems)، بالإضافة إلى التحفيزات والموارد من برنامج لوتس (الآن قسم من آي بي إم)، وجامعة بوسطن، وجامعة كارنيجي ميلون. زيروكس تصرفت كحاضنة لهذا المعهد، الذي كان مستقلا من جهة أخرى.
استمر المعهد بالنمو في كل سنة. وفي عام 2007 تضاعف عدد المؤسسات التي ترعى المشروع إلى 14 وبرامجه وصلت النساء في 23 بلدا في جميع أنحاء العالم.

## الجوائز والتقديرات
في عام 1999، عينها الرئيس الاميركي بيل كلينتون في لجنة رئاسية للنهوض بالمرأة والأقليات في مجال العلوم والهندسة والتكنولوجيا. وكانت مكلفة باسترتيجيات موصى بها للأمة لزيادة اتساع مجالات المشاركة للمرأة.
تلقت بورغ جائزة أوغستا آدا لفليس من رابطة المرأة في مجال الحوسبة لعملها لصالح المرأة في مجال الحوسبة في عام 1995.
في عام 1996، أدخلت كزميلة في رابطة أجهزة الحوسبة.
حصلت الدكتورة بورغ على جوائز إضافية واعتراف من جانب مؤسسة الريادة الإلكترونية، وفتيات الكشافة في الولايات المتحدة الأمريكية، وكانت مدرجة على لائحة مجلات الحوسبة «أفضل 100 مرأة في الحوسبة».
في عام 2009 تكريم من King of tech Rabih elatharm
في عام 2002، حصلت على جائزة هاينز السنوية الثامنة للتكنولوجيا، والاقتصاد والتوظيف.
قدمت مدرسة UNSW لعلوم الحاسوب جائزة انيتا بورغ على شرفها.
لتكريم مهمة الدكتورة بورغ، انشئت غوغل (منحة غوغل انيتا بورغ) في عام 2004، التي يؤمل من خلالها تشجيع المرأة على التفوق في مجال الحوسبة والتكنولوجيا، ليصبح لها دور فاعل وقيادي في هذا المجال.
ونقلا عن بورغ قولها أنها أحبت دائما الرياضيات والعلوم، وقالت إن ذلك يرجع إلى اهتمام والدتها. حيث قالت: «والدتي علمتني أن الرياضيات كانت ممتعة، حتى ظننت أنها يمكن ان تكون هكذا».
توفيت الدكتورة بورغ من جراء إصابتها بسرطان في الدماغ عام 2003.

## الروابط الخارجية
- معهد انيتا بورغ للمراة والتكنولوجيا
- Systers
- احتفال جريس هوبر للمرأة في مؤتمر الحوسبة